# Zona de la Falla Hayward
La Zona de la Falla Hayward (en inglés: Hayward Fault Zone) es una zona de falla geológica capaz de generar terremotos significativamente destructivos. Esta falla es  de aproximadamente 74 millas (119 kilómetros) de largo,  situada principalmente a lo largo de la base occidental de las colinas en el lado este de la Bahía de San Francisco en California al oeste de Estados Unidos. Pasa a través de zonas densamente pobladas, incluidas las ciudades de Richmond, El Cerrito, Berkeley, Oakland, San Leandro, Hayward, Union City, Fremont, y San José, en un sentido norte a sur.
La Falla de Hayward corre paralela a su más famosa (y mucho más grande) vecina del oeste, la falla de San Andrés , que se encuentra en alta mar ya a través de la península de San Francisco. Al sur de Hayward se encuentra la falla de Calaveras.